# Asota chionea
Asota chionea là một loài bướm đêm thuộc họ Erebidae. Nó được tìm thấy ở Zaire.